# Sangamon River
Der Sangamon River ist einer der Hauptzuflüsse des Illinois River, etwa 402 km lang, und fließt durch Zentral-Illinois in den Vereinigten Staaten von Amerika. Es entwässert ein primär ländlich geprägtes Gebiet, in dem Agrikultur eine führende Rolle spielt, das sich um Decatur und Springfield erstreckt. Während der Besiedlung des Gebietes durch europäischstämmige Zuwanderer spielte der Fluss eine bedeutende Rolle, so dass die Gegend als „Sangamon River Country“ bezeichnet wurde. Der Abschnitt des Sangamon River, der durch Robert Allerton Park in der Nähe von Monticello fließt, erhielt 1971 das Prädikat eines National Natural Landmark.

## Beschreibung
Der Fluss entspringt mehreren kleinen Quellströmungen im südlichen McLean County, die aus einer Grundmoräne südöstlich von Bloomington entstehen. Ein Teil der Moräne ist als Moraine View State Recreation Area im öffentlichen Besitz. Der Verlauf des Flusses bildet einen großen Bogen durch Zentralillinois und fließt zuerst südöstlich in Champaign County hinein, dann nach Süden durch Mahomet, dann nach Südwesten durch Piatt County an Monticello vorbei und nach Westen durch Macon County (Illinois) und Decatur. Vom Süden Decaturs aus verläuft er zunächst in westlicher Richtung, knickt dann nach Südwesten ab und unterquert die Bolivia Road Bridge; fünf Kilometer dahinter dreht sich der Kurs nach Nordwesten und verläuft nördlich an Springfield vorbei. Der Salt Creek mündet in den Sangamon River etwa 40 km nordnordwestlich von Springfield; danach dreht sich der Verlauf des Flusses nach Westen und bildet die südliche Grenze von Mason County zu Menard und Cass Countys. Der Fluss fließt in den Illinois River aus östlicher Richtung etwa 16 km nordöstlich von Beardstown.

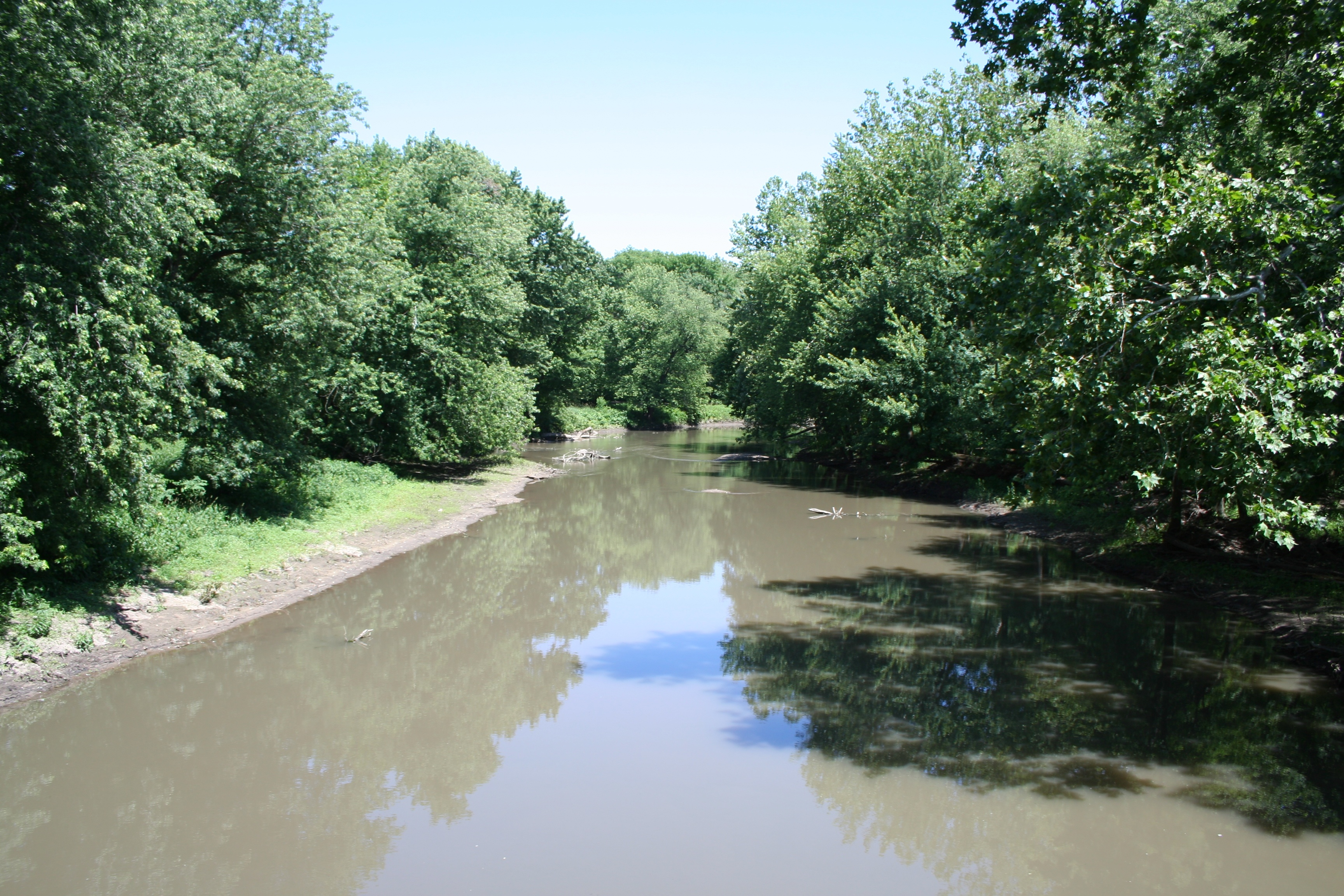
Der Sangamon River im Lake of the Woods Forest Preserve.

Der Sangamon wird in Decatur aufgestaut, um den See Lake Decatur zu bilden, der 1920–22 geschaffen wurde, um die Wasserversorgung für Decatur zu sichern. Dieser den Hauptstrom des Flusses blockierende Stausee ohne irgendwelche Kontrolle über den Gebrauch des Landes stromaufwärts, wies wiederholt schwerwiegende Probleme bzgl. Sedimentation und Agrarverschmutzung auf. Häufig verursachten Düngemittel, die aus den Feldern in das Gewässer gelangen, ein zu hohes Niveau an Nitraten. Die Stadtverwaltung von Decatur warnte daher wiederholt davor, das Wasser aus der städtischen Wasserleitung bei der Ernährung von Babys zu verwenden. Als mögliche Folge führte sie das „Blaues-Baby-Syndrom“, Methämoglobinämie, an. Um dieses Problem zu lösen, hat Decatur zwischenzeitlich Anlagen zur Nitratenbehandlung installiert.
Der obere Lauf des Sangamons, zwischen Mahomet und Monticello, verläuft entlang der Endmoräne der Sangamonschen Unterstufe der Wisconsin Glaciation (vgl. Weichsel-Kaltzeit), die vor etwa 70.000 bis 100.000 Jahren entstand. Während der Sangamonschen Unterstufe schob sich das Eis schnell von Osten nach Westen vor und hinterließ später eine Endmoräne, die parallel zum heutigen Sangamon River verläuft. Das Eis stagnierte und schmolz hinter dieser Moräne, ohne dass das Schmelzwasser über die Endmoräne geschwappt wäre. Daher besteht das östliche Teil des vom Sangamon entwässerten Gebiets aus kurzen Bächen von je 3 bis 5 km Länge, die die Oberfläche der Moräne entwässern. Hieraus entstand ein asymmetrisches Einzugsgebiet, wie es typisch ist für Flüsse, die seitlich entlang einer Endmoräne verlaufen.

## Geschichte

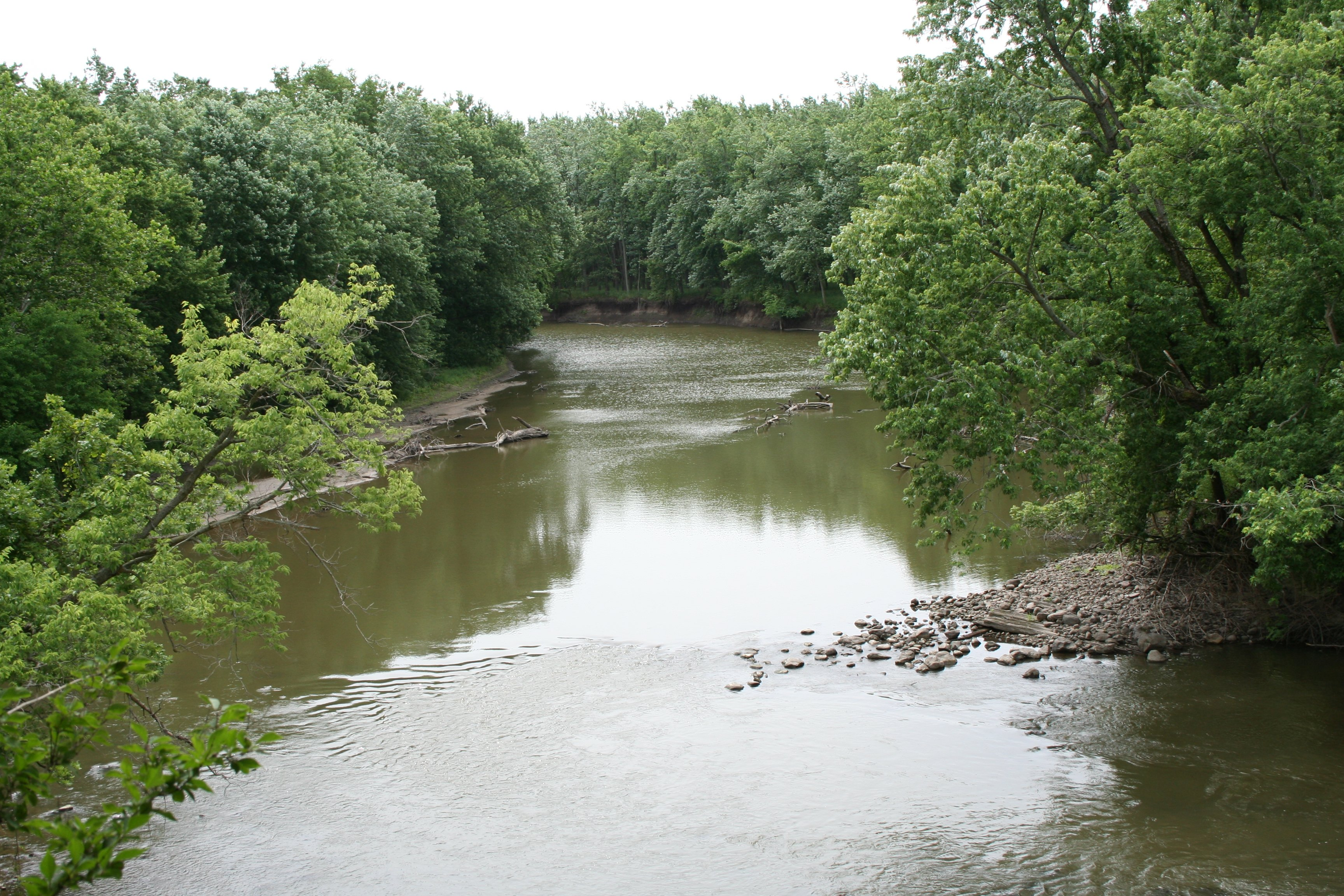
Sangamon River bei Lincoln Trail Homestead State Memorial.

Das Land um den Fluss war Heimat für verschiedene Gruppen von Indianern in den Jahrhunderten vor dem Ankunft der Europäer. Der Name des Flusses stammt aus der Sprache der Potawatomi, „Sain-guee-mon“ (ausgesprochen: SÄNG-ga-munn), was bedeutet „wo es reichlich zu essen gibt“.
Anfang des 18. Jahrhunderts siedelten sich Gruppen aus dem Volk der Kickapoo entlang des Flusses an. Mitte des 18. Jahrhunderts fand in der Region einen Konflikt zwischen den Illini und den Fox statt, der ein Teil der größeren Biberkriege bildete. Französische Händler waren bereits in dieser Zeit in der Gegend aktiv, als es noch einen Teil des Illinois Country darstellte.
Die ersten US-amerikanischen Siedler kamen kurz vor 1820 in die Region. 1821 errichtete Elijah Iles einen Verkaufsladen aus Baumstämmen, der das erste kommerzielle Gebäude von Springfield wurde. Ab 1825 siedelten sich Angehörige der Cumberland Presbyterian Church in Gruppen an, was der Region eine eigene kulturelle Prägung verschaffte, die von Edgar Lee Masters am Anfang des 20. Jahrhunderts identifiziert und beschrieben wurde.
1830 kam Abraham Lincoln mit seinen Eltern und Geschwistern in dem Gebiet an, um ein durch den Fluss getrenntes Stück staatliches Land zu besiedeln. Diese Stelle, an der heute das Lincoln Trail Homestead State Memorial zu finden ist, wurde durch Lincolns Vater ausgewählt, nachdem die Familie wirtschaftliche Schwierigkeiten in Indiana hatte, die teilweise durch ungeklärte Besitzverhältnisse an ihrem dortigen Land zu erklären waren. Abraham Lincoln, der damals 21 Jahre alt war, half dabei, eine Blockhütte, die etwa 5 m mal 5 m maß, neben dem Fluss zu bauen. Im Folgejahr fuhr er mit einem Kanu flussabwärts, um eine eigene Heimstätte in der Nähe von New Salem im Menard County, nordwestlich von Springfield, zu gründen. Ebenfalls 1831 unternahm er, zusammen mit Begleitern eine Flachboot-Fahrt den Fluss hinunter, um über den Illinois River und Mississippi River nach New Orleans zu gelangen.
Die Navigationsschwierigkeiten auf dem Fluss beeindruckten Lincoln. Diese wurden im März des Jahres 1832 besonders deutlich, anlässlich des Ankunfts des ersten Dampfschiffs, des 15-tonnigen Talisman, das stromaufwärts bis nach Springfield fuhr. Einige Quellen berichten, Lincoln habe dieses Schiff selbst gesteuert mit der Hilfe vieler Männer, die fast so groß wie er waren und Äxte hatten, um Bäume, die das Fortkommen des Schiffes hinderten, zu fällen. Wahrscheinlicher ist jedoch, dass Lincoln auf der Fahrt zu den helfenden Axtmännern gehörte. In späteren Jahren schilderte Lincoln, er habe während einer Überschwemmung ein Dampfschiff drei Meilen (circa 5 km) in die Prärie hinein gesteuert, da die Ufer des Flusses nicht erkennbar gewesen sein sollen. In seinem ersten Wahlkampf um einen Sitz in der Illinois General Assembly (Landesparlament) 1832, machte er Maßnahmen zur Verbesserung der Navigation auf dem Sangamon River zu einem Schwerpunkt seines Wahlprogramms.

## Der Fluss heute
Trotz seiner Umweltprobleme ist der Sangamon River heute in Schwerpunkt für die Naherholung der Bevölkerung Zentralillinois. Wichtige Parkflächen und Naturreservate säumen die Ufer, zu denen (in der Reihenfolge stromaufwärts bis stromabwärts gelistet) Robert Allerton Park, die städtischen Parks rund um Lake Decatur, Rock Springs Conservation Area, Lincoln Trail Homestead State Park, Carpenter Park, Lincoln’s New Salem, sowie das Sanganois State Fish and Wildlife Area gehören.